# پی‌اس آلفرد (۱۸۶۳)
پی‌اس آلفرد (۱۸۶۳) (به انگلیسی: PS Alfred (1863)) یک کشتی است که طول آن ۲۲۷٫۸ فوت (۶۹٫۴ متر) می‌باشد. این کشتی در سال ۱۸۶۳ ساخته شد.